# 佐藤由加理
（1988年11月22日—）是日本的女子偶像團體「AKB48」原Team A成員以及「SDN48」(1期生中最年輕)的前成員。出生於靜岡縣濱松市。所屬事務所為Artist-house Pyramid。

## 人物
- 喜歡的食物是杏仁豆腐、討厭的食物是奈良漬。
- 喜歡的歌手及藝人有濱崎步、星野亞希、梨花。
- 2009年7月8日 - 13th單曲選拔總選舉結果：第15名。
- 2009年8月1日 - 與浦野一美、大堀惠、野呂佳代以SDN48的身分開始活動。
- 畢業至今關係仍好的成員。主要為篠田麻里子、小嶋陽菜、野呂佳代
- 與同姓「佐藤」的佐藤夏希、佐藤亞美菜、佐藤堇自發組成「Sugar」[1]，在多次的AX演唱會上當MC，曾在AX2011奪得當天MC的MVP。

## 音乐作品

### 單曲CD選抜曲
AKB48名義
- 櫻花的花瓣們
- 浪漫、不需要
- 櫻花的花瓣們2008
- Baby! Baby! Baby!
- 大聲鑽石
- Maybe是藉口
- 馬路須加學園頂尖藍調- 只参加PV

SDN48名義
- GAGAGA
- 請給我愛（中心）
- MIN・MIN・MIN
  - Everyday、髮箍

## 分組參加曲
TeamA 1st Stage「PARTY开始了」公演
1. 同班同學（1st UNIT）

TeamA 2nd Stage「想见你」公演
1. 淚之湘南

TeamA 3rd Stage「为了谁」公演
1. 騎士

TeamA 4th Stage「正在恋爱中」公演
1. 歸鄉

向日葵组 1st Stage「我的太阳」公演
1. 我 朱麗葉與雲霄飛車

※中西里菜的代演
向日葵组 2nd Stage「不要让梦想死去」公演
1. 記憶的兩難

TeamA 5th Stage「恋愛禁止条例」公演
1. 盛夏的聖誕玫瑰

研究生「恋愛禁止条例」公演
（2010年5月5日、首個研究生公演出演）
1. 盛夏的聖誕玫瑰

THEATER G-ROSSO「不要讓夢想死去」公演
1. 記憶的兩難

※松原夏海的代演
SDN48 1st Stage「誘惑的吊襪帶」公演
1. 誘惑的吊襪帶

## 出演

### 電視節目
- AKB1時59分!（2008年1月24日 - 3月27日・7月21日 - 9月29日、日本電視台）
- AKB0時59分!（2008年4月7日 - 9月29日、日本電視台）
- AKB48神TV（2008年7月13日 - 20日・8月31日 - 9月7日・10月12日、家庭劇場）
- AKBINGO!（2008年10月1日 - 15日・12月10日・2011年4月20日、日本電視台）
- ピラメキーノ（東京電視台）
- すイエんサー（2009年9月8日、NHK教育）
- PON!（2010年8月4日・2011年2月9日・23日、日本電視台） - 嘉賓出演
  - 2010年10月18日） - 星期一的代理出演
  - （2010年11月26日） - no3b的代理「行けば大吉！週末“華丸”スポット」的主持與浦野一美・芹那出演。
  - 篠田麻里子的代役不定期出演。
- 有吉AKB共和国（2012年2月16日、TBS）

#### 電視劇
- 馬路須加學園第5・9・10・最終話（2010年2月5日・3月5日・12日・26日、東京電視台） - 飾演 サナエ
- 真實的恐怖故事 夏天的特別編2010 AKB48 淨靈全過程特別篇「雨衣的女人」（2010年8月24日、富士電視台） - 飾演 本人
- 馬路須加學園2（2011年4月22日 - 7月1日、東京電視台） - 飾演 サナエ

### 廣播
- AKB48 明日までもうちょっと。（2007年10月15日・2008年1月28日・5月19日・7月7日・2009年4月13日、文化放送）
- DJ Tomoaki's Radio Show!（2008年10月23日、下北FM）

### CM
- 公共広告機構（現：ACジャパン）「3Rで地球を救おう」（2006年、NHK共同キャンペーン）
- リクルート「ハナサク・プロジェクト AKB48篇」（2008年）

### 日曆
- 『2009年版佐藤由加理日曆』トライエックス（2008年秋發售）
- 『2010年版佐藤由加理日曆』トライエックス（2009年秋發售）

### DVD
除了AKB48的作品
- 佐藤由加理 FIRST DVD（2008年7月24日發售、彩文館出版）
- 純粋少女-Pure Angel（2008年10月25日發售、晋遊舎）
- Sweet Fairy（2009年1月23日發售、イーネット・フロンティア）
- MILKY（2009年4月20日發售、ラインコミュニケーションズ）
- ゆかりんとう（2009年7月19日發售、トリコ (企業)|トリコ）
- ふるふるふる〜つ （2009年10月20日發售、ラインコミュニケーションズ）
- むっちゃ★かわいいら!! （2010年1月22日發售、グラッソ）
- Step～大人のあ・か・し～（2010年4月22日發售、トリコ）

## 書籍

### 雜誌
- 週刊プレイボーイ グラビア（佐藤由加理）
- FRIDAY　グラビア（佐藤由加理）
- B.L.T. vivid3
- 週刊ヤングジャンプ（佐藤由加理）
- モトチャンプ（中ページ）
- フロムエー”アイドル制服ファイル”
- 月刊EXILE ※SDN48

### 寫真集
- 佐藤由加理1st.写真集（2008年7月18日發售、彩文館出版） ISBN 978-4-7756-0325-3
- 純粋少女-Pure Angel（2008年10月25日發售、晋遊舎）ISBN 978-4-88380-863-2
- 佐藤由加理 2010年カレンダー（2009年9月發售、ハゴロモ）

## 外部連結
- 佐藤由加理オフィシャルブログ「ゆかりんご」（页面存档备份，存于）（2009年11月4日 - ）
- アーティストハウス・ピラミッド公式プロフィール
- 佐藤由加理的X（前Twitter）（日語）